# Béatrice de Castille (1293-1359)
Pour l’article homonyme, voir Béatrice de Castille.
 (novembre 2019).
Si vous disposez d'ouvrages ou d'articles de référence ou si vous connaissez des sites web de qualité traitant du thème abordé ici, merci de compléter l'article en donnant les références utiles à sa vérifiabilité et en les liant à la section « Notes et références ».
Béatrice de Castille, née en 1293 et morte en 1359,  est reine de Portugal par son mariage.

## Biographie
Elle est la fille de Sanche IV de Castille et de Marie de Molina.
En 1309, elle épouse Alphonse IV de Portugal.
De cette union naîtront :
- Marie de Portugal (1313-1357), en 1328 elle épousa Alphonse XI de Castille.
- Alphonse de Portugal (1315-1315)
- Pierre Ier de Portugal (1320-1367)
- Isabelle de Portugal (1324-1326)
- Jean de Portugal (1326-1327)
- Éléonore de Portugal (1328-1348), elle épousa Pierre IV d'Aragon.